# Essra Mohawk
Essra Mohawk (nacida Sandra Elayne Hurvitz; 23 de abril de 1948 - 11 de diciembre de 2023) fue una cantautora estadounidense que grabó una docena de álbumes.
Sus canciones más conocidas incluyen "Sufferin' Til Suffrage" e "Interjections!" (ambos de Schoolhouse Rock!), "Change of Heart", grabado por Cyndi Lauper y "Stronger Than the Wind", grabado por Tina Turner. Su segundo álbum, Primordial Lovers, fue aclamado por la crítica.

## Biografía
Nació en Filadelfia, Pensilvania, el 23 de abril de 1948. Su primer disco, acreditado como Jamie Carter, fue el sencillo "The Boy with the Way", respaldado con "The Memory of Your Voice", publicado por Liberty Records en 1964. Como Sandy Hurvitz, fue descubierta por Shadow Morton, quien colocó sus canciones tanto con Shangri-Las ("I'll Never Learn") como con Vanilla Fudge ("The Spell That Comes After"). Mientras vivía en la ciudad de Nueva York en 1967, conoció a Frank Zappa, quien la convenció para actuar por un corto tiempo con The Mothers of Invention y luego la contrató para su productora Bizarre Records. Si bien inicialmente ayudó a producir su primer álbum, dejó el proyecto y se lo asignó al músico y teclista de instrumentos de viento Ian Underwood después de descubrir que una groupie (y secretaria de Whisky a Go Go) con la que se había acostado, Gail Zappa (entonces Gail Sloatman), estaba embarazada. Después de que Hurvitz, con quien Zappa había estado saliendo casualmente, lo instó a casarse con Sloatman, Zappa abandonó el proyecto. Hurvitz dejó de actuar con The Mothers of Invention poco después. Ella abrió para Procol Harum cuando actuaron en el Café Au Go Go en 1967, y Keith Reid escribió para ella "Quite Rightly So", que apareció en su segundo álbum Shine On Brightly.  Su primer álbum, Sandy's Album Is Here At Last, fue lanzado en Bizarre/ Verve en diciembre de 1968.
En 1969 firmó con Reprise Records después de que el ejecutivo Mo Ostin la descubriera cantando en un club de Nueva York. Más tarde se dijo que el álbum resultante, Primordial Lovers, era "uno de los 25 mejores álbumes jamás realizados" en la revista Rolling Stone. El álbum contó con contribuciones del baterista de CSN&Y Dallas Taylor y los exmiembros de Rhinoceros Doug Hastings y Jerry Penrod. Essra casi se une a Rhinoceros en su formación original. Mientras grababa el álbum, se casó con su productor Frazier Mohawk (nacido Barry Friedman, 1941) y desde entonces fue conocida como Essra Mohawk. "Essra" (S-ra) es una forma abreviada de "Sandra".
Estaba programada para actuar en el Festival de Woodstock original, pero su conductor tomó un giro equivocado en el camino. “Llegamos a tiempo para ver el último verso de la última canción del último acto de la primera noche, y luego el escenario se oscureció antes de que llegáramos desde el estacionamiento”, recordó en una entrevista en video de 2009. 
¡Los miembros de la Generación X pueden reconocer su distintiva voz en la serie de televisión del sábado por la mañana Schoolhouse Rock!, mientras prestaba su voz a "Interjections!", "Mother Necessity" y "Sufferin' Till Suffrage" a mediados de los años 1970. Además, Mohawk cantó el tema principal de "Teeny Little Super Guy", un segmento habitual de Barrio Sésamo durante la década de 1980.
Su tercer álbum, homónimo, salió a la luz en Asylum Records en 1974. Fue criticado por el crítico de The Village Voice, Robert Christgau, quien escribió en Christgau's Record Guide: Rock Albums of the Seventies (1981): "Aquí hay una vocalista que debería tirar todos sus discos de Leon Russell. Cuando se llama a sí misma una 'de pleno derecho' "Mujer", suena como la mujer de un "jugador de billar", lo cual, dada su personalidad, tiene más sentido".  El siguiente álbum, Essra, fue lanzado en otro sello más, Private Stock, en 1976. Durante ese período, también trabajó como cantante de sesión y de fondo para John Mellencamp y Carole King, y más tarde actuó con Jerry García Band, y grabó y arregló coros para Kool & the Gang. En 1982, después de grabar otro álbum en Los Ángeles, trabajó con McFadden y Whitehead en Filadelfia, escribiendo "Not With Me" para su álbum Capitol, Movin' On. Lanzó otro álbum en solitario, E-Turn, antes de que Cyndi Lauper tuviera un éxito con su canción Change of Heart en 1986. 
En 2011, proporcionó la voz principal para un cortometraje de animación producido por TDA Animation, sobre la lucha por los derechos de los homosexuales, llamado "Sufferin' Till You're Straight". El anuncio contó con las ex Supremes Scherrie Payne y Susaye Greene como coros.
Escribió canciones para otros artistas, incluida la coescritura de una canción titulada "Infinite Eyes" con el artista de blues Keb Mo, además de grabar y actuar en conciertos. Lanzó seis álbumes más después de mudarse a Nashville en 1993. Las canciones de Essra han sido transmitidas en la serie de televisión Juana de Arcadia y la telenovela Todos mis hijos. Rhino lanzó una edición especial limitada de su segundo y tercer álbum, Primordial Lovers MM, en 2000. Mohawk fue durante mucho tiempo un defensor de la paz y la protección del medio ambiente. Fue miembro de la junta de Músicos y Artistas por la Paz y fue su coordinadora en Nashville.
Murió de cáncer en su casa de Nashville. 

## Discografía
Álbumes
- Sandy's Album Is Here At Last! – Bizarre – 1968 (como Sandy Hurvitz)
- Primordial Lovers – Reprise – 1970
- Essra Mohawk – Asylum – 1974
- Essra – Private Stock – 1976
- Burnin' Shinin' – San Francisco Sound – 1982
- E-Turn – Eclipse – 1985
- Raindance – Schoolkids – 1995
- Essie Mae Hawk Meets the Killer Groove Band – Mummypump – 1999
- Essra Live at Genghis Cohen – Mummypump – 2001
- You're Not Alone – Evidence – 2003
- Love Is Still the Answer – Mummypump – 2006
- Revelations of the Secret Diva – Mummypump – 2007
- 1979: The Supersound Sessions and More – Mummypump – 2017
- The One and Only – Mummypump – 2019

Sencillos
- "The Boy with the Way" / "The Memory of Your Voice" – Liberty – 1964 (as Jamie Carter)
- "Spiral" / "Image of Yu" – Reprise – 1970
- "Jabberwock Song" / "It's Up to Me" – Reprise – 1970
- "Full Fledged Woman" / "Magic Pen" – Asylum – 1974
- "Man of Mystery" / "Summertime" – Black Cat – 2009 (con Pacific Eardrum)

Compilaciones
- Mama Kangaroos: Philly Women Sing Captain Beefheart – Genus – 2005 (Mohawk sings "Party of Special Things to Do")
- Four-beat Rhythm: The Writings of Wilhelm Reich – Kreiselwelle – 2013 (Mohawk sings "Thoughts of Import")